# MTV Europe Music Awards 2004
Jedenaste rozdanie nagród MTV Europe Music Awards odbyło się 18 listopada 2004 roku w Rzymie. Miejscem ceremonii był Tor di Valle i Koloseum. Gospodarzem był amerykański raper Xzibit.

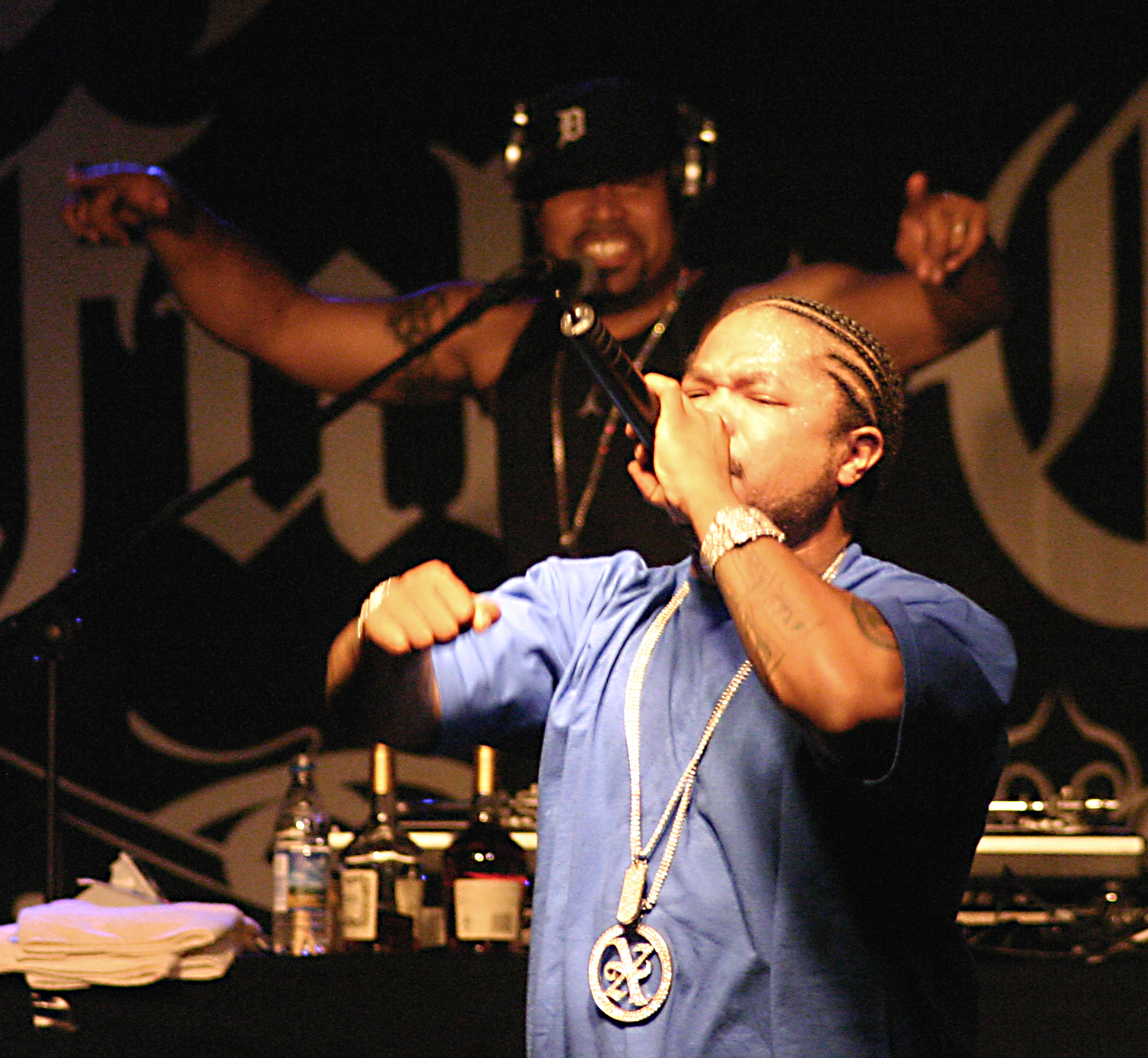
Prowadzący ceremonię w 2004 roku: Xzibit

## Zwycięzcy
- Najlepszy wokalista: Usher
- Najlepsza wokalistka: Britney Spears
- Najlepszy zespół: Outkast
- Najlepszy wykonawca pop: The Black Eyed Peas
- Najlepszy wykonawca rock: Linkin Park
- Najlepszy wykonawca R&B: Alicia Keys
- Najlepszy wykonawca Hip Hop: D12
- Najlepszy wykonawca alternatywny: Muse
- Najlepsza piosenka: Outkast, Hey Ya!
- Najlepszy teledysk: Outkast Hey Ya!
- Najlepszy album: Usher, Confessions
- Najlepszy debiut: Maroon 5
- Najlepszy wykonawca holenderski & belgijski: Kane
- Najlepszy wykonawca francuski: Jenifer
- Najlepszy wykonawca niemiecki: Beatsteaks
- Najlepszy wykonawca włoski: Tiziano Ferro
- Najlepszy wykonawca nordycki: The Hives
- Najlepszy wykonawca polski: Sistars
- Najlepszy wykonawca portugalski: Da Weasel
- Najlepszy wykonawca rumuński: Ombladon feat. Raku
- Najlepszy wykonawca rosyjski: Zveri
- Najlepszy wykonawca hiszpański: Enrique Bunbury
- Najlepszy alternatywny wykonawca MTV2 – brytyjski & irlandzki: Muse